# Bulboci
Bulboci è un comune della Moldavia situato nel distretto di Soroca di 2.284 abitanti al censimento del 2004.

## Località
Il comune è formato dall'insieme delle seguenti località (popolazione 2004):
- Bulboci (1.959 abitanti)
- Bulbocii Noi (325 abitanti)